# J2 League de 2019
A J2 League de 2019 foi a 21ª edição da J2 League, a segunda divisão do futebol profissional do Japão. Teve início em 24 de fevereiro e encerrou-se em novembro do mesmo ano.
O Kashiwa Reysol venceu a competição após 9 anos (a única conquista do clube havia sido em 2010), com 5 pontos de vantagem sobre o vice, Yokohama FC, tendo ainda o melhor ataque (85 gols) e a melhor defesa (33 gols sofridos). A artilharia da J2 foi do brasileiro Leonardo, do Albirex Niigata, com 28 gols. Kashiwa e Yokohama foram as únicas equipes promovidas à J-League de 2020, uma vez que o Tokushima Vortis, quarto colocado da J2, empatou por 1 a 1 com o Shonan Bellmare (16º na primeira divisão nacional) no playoff de acesso e rebaixamento e permaneceu mais uma temporada na segunda divisão.
Kagoshima United e FC Gifu foram os times rebaixados à J3 League de 2020 - a queda do Kagoshima, no entanto, dependia do Fujieda MYFC, que não possui a licença da J2 e, mesmo se ficasse entre os 2 primeiros colocados, não poderia ser promovido e garantia o Yokanise Eleven permaneceria na J2; entretanto, o Thespakusatsu Gunma, empatado em pontos com o Fujieda, foi favorecido pelo saldo de gols e garantiu o acesso.
A maior goleada foi protagonizada pelo Kashiwa Reysol, que fez 13 a 1 sobre o Kyoto Sanga, que brigava por uma vaga nos play-offs de acesso - destes, 8 foram do queniano Michael Olunga, vice-artilheiro da segunda divisão japonesa (27 gols).

## Participantes
| Clube                     | Local                                       | Estádio                         | Última temporada     |
| ------------------------- | ------------------------------------------- | ------------------------------- | -------------------- |
| Albirex Niigata           | Niigata e Seirō                             | Estádio Big Swan                | J2 (16º)             |
| Avispa Fukuoka            | Fukuoka                                     | Level5 Stadium                  | J2 (11º)             |
| Ehime FC                  | Cidades na prefeitura de Ehime              | Ningineer Stadium               | J2 (18º)             |
| Fagiano Okayama           | Cidades na prefeitura de Okayama            | City Light Stadium              | J2 (15º)             |
| FC Gifu                   | Cidades na prefeitura de Gifu               | Gifu Nagaragawa Stadium         | J2 (20º)             |
| JEF United Ichihara Chiba | Chiba e Ichihara                            | Fukuda Denshi Arena             | J2 (14º)             |
| Kashiwa Reysol            | Kashiwa                                     | Sankyo Frontier Kashiwa Stadium | J1 (17º - rebaixado) |
| Kyoto Sanga               | Cidades ao sudoeste da prefeitura de Quioto | Estádio Nishikyogoku            | J2 (19º)             |
| Machida Zelvia            | Machida                                     | Machida Stadium                 | J2 (4º)              |
| Mito HollyHock            | Mito                                        | K's denki Stadium Mito          | J2 (10º)             |
| Montedio Yamagata         | Cidades na prefeitura de Yamagata           | ND Soft Stadium Yamagata        | J2 (12º)             |
| Omiya Ardija              | Saitama                                     | NACK5 Stadium Omiya             | J2 (5º)              |
| Renofa Yamaguchi          | Cidades na prefeitura de Yamaguchi          | Yamaguchi Ishin Park Stadium    | J2 (8º)              |
| Tochigi SC                | Utsunomiya                                  | Tochigi Green Stadium           | J2 (10º)             |
| Tokushima Vortis          | Cidades na prefeitura de Tokushima          | Pocarisweat Stadium             | J2 (11º)             |
| V-Varen Nagasaki          | Nagasaki                                    | Transcosmos Stadium Nagasaki    | J1 (18º - rebaixado) |
| Ventforet Kofu            | Cidades na prefeitura de Yamanashi          | Yamanashi Chuo Bank Stadium     | J2 (9º)              |
| Tokyo Verdy               | Cidades na prefeitura de Tóquio             | Ajinomoto Stadium               | J2 (6º)              |
| Yokohama FC               | Yokohama                                    | Estádio de Mitsuzawa            | J2 (3º)              |
| Zweigen Kanazawa          | Kanazawa                                    | Ishikawa Kanazawa Stadium       | J2 (13º)             |
| FC Ryūkyū                 | Okinawa                                     | Tapic Kenso Hiyagon Stadium     | J3 (Campeão)         |
| Kagoshima United          | Kagoshima                                   | Shiranami Stadium               | J3 (2º)              |

### Técnicos, capitães, equipamentos e patrocínios
| Clube                     | Treinador           | Capitão          | Equipamentos |
| ------------------------- | ------------------- | ---------------- | ------------ |
| Albirex Niigata           | Kazuaki Yoshinaga   | Masaru Kato      | Adidas       |
| Avispa Fukuoka            | Kiyokazu Kudo       | Jun Suzuki       | Yonex        |
| Ehime FC                  | Kenta Kawai         | Go Nishida       | Mizuno       |
| Fagiano Okayama           | Kenji Arima         | Kohei Kiyama     | Penalty      |
| FC Gifu                   | Takeshi Oki         | Masanori Abe     | New Balance  |
| FC Ryūkyū                 | Yasuhiro Higuchi    | Kazumasa Uesato  | sfida        |
| JEF United Ichihara Chiba | Atsuhiko Ejiri      | Yūto Satō        | Kappa        |
| Kagoshima United          | Kim Jong-song       | Shuto Nakahara   | Puma         |
| Kashiwa Reysol            | Nelsinho Baptista   | Hidekazu Otani   | Yonex        |
| Kyoto Sanga               | Ichizo Nakata       | Takumi Miyayoshi | Puma         |
| Machida Zelvia            | Naoki Soma          | Yudai Inoue      | SVOLME       |
| Mito HollyHock            | Shigetoshi Hasebe   | Junya Hosokawa   | GAViC        |
| Montedio Yamagata         | Takashi Kiyama      | Takumi Yamada    | Penalty      |
| Omiya Ardija              | Takuya Takagi       | Genki Omae       | Under Armour |
| Renofa Yamaguchi          | Masahiro Shimoda    | Hidetoshi Miyuki | Finta        |
| Tochigi SC                | Kazuaki Tasaka      | Kotaro Fujiwara  | ATHLETA      |
| Tokushima Vortis          | Ricardo Rodríguez   | Ken Iwao         | Mizuno       |
| V-Varen Nagasaki          | Makoto Teguramori   | Masato Kurogi    | Hummel       |
| Ventforet Kofu            | Akira Ito           | Yuta Koide       | Mizuno       |
| Tokyo Verdy               | Hideki Nagai        | Naoya Kondo      | ATHLETA      |
| Yokohama FC               | Takahiro Shimotaira | Yuta Minami      | SOCCER JUNKY |
| Zweigen Kanazawa          | Masaaki Yanagishita | Tomonobu Hiroi   | Adidas       |

### Trocas de técnicos
| Equipe                    | Técnico demitido      | Dia em que saiu     | Técnico substituto  | Dia em que assumiu o cargo |
| ------------------------- | --------------------- | ------------------- | ------------------- | -------------------------- |
| JEF United Ichihara Chiba | Juan Eduardo Esnáider | 17 de aril de 2019  | Atsuhiko Ejiri      | 18 de abril de 2019        |
| Albirex Niigata           | Koichiro Katafuchi    | 14 de abril de 2019 | Kazuaki Yoshinaga   | 14 de abril de 2019        |
| Yokohama FC               | Edson Tavares         | 14 de maio de 2019  | Takahiro Shimotaira | 14 de maio de 2019         |
| Avispa Fukuoka            | Fabio Pecchia         | 3 de junho de 2019  | Kiyokazu Kudo       | 3 de junho de 2019         |
| FC Gifu                   | Takeshi Oki           | 16 de junho de 2019 | Makoto Kitano       | 18 de junho de 2019        |
| Tokyo Verdy               | Gary White            | 17 de julho de 2019 | Hideki Nagai        | 17 de julho de 2019        |

## Jogadores estrangeiros
- Jogadores em negrito indica que foi registrado durante o período de transferências no meio da temporada.

| Clube             | Jogador 1         | Jogador 2          | Jogador 3          | Jogador 4         | Jogador 5           | Jogador 6      | Jogador 7       |
| ----------------- | ----------------- | ------------------ | ------------------ | ----------------- | ------------------- | -------------- | --------------- |
| Albirex Niigata   | Cauê              | Franci             | Leonardo           | Paulão            | Samuel Santos       | Silvinho       | Cho Young-cheol |
| Avispa Fukuoka    | Félix Micolta     | Won Du-jae         | Jon Ander Serantes | Yang Dong-hyen    |                     |                |                 |
| Ehime FC          | Mladen Jutrić     | Park Seong-su      | Woo Sang-ho        |                   |                     |                |                 |
| Fagiano Okayama   | Leo Mineiro       | Hadi Fayyadh       | Choi Jung-won      | Lee Kyung-tae     | Lee Yong-jae        | Yu Yong-hyeon  |                 |
| FC Gifu           | Júnior Barros     | Michael            | Víctor Ibáñez      | Frédéric Bulot    | Jan-Ole Sievers     | Ham Yeong-jun  | Ryan De Vries   |
| JEF United        | Jason Geria       | Alan Pinheiro      | Hebert             | Kléber            | Williams Velásquez  |                |                 |
| Kashiwa Reysol    | Cristiano         | Gabriel            | Júnior Santos      | Matheus Sávio     | Richardson          | Michael Olunga |                 |
| Kyoto Sanga       | Juninho           | Renan Mota         |                    |                   |                     |                |                 |
| Machida Zelvia    | Dorian Babunski   | Ri Han-jae         | Romero Frank       | Jeong Chung-geun  |                     |                |                 |
| Mito HollyHock    | Jô                | Lelêu              |                    |                   |                     |                |                 |
| Montedio Yamagata | Álvaro            | Jefferson Baiano   | Rodolfo            |                   |                     |                |                 |
| Omiya Ardija      | David Babunski    | Juanma             | Robin Simović      |                   |                     |                |                 |
| Renofa Yamaguchi  | Renan             | Dostonbek Tursunov |                    |                   |                     |                |                 |
| Tochigi SC        | Henik             | Mendes             | Yuri               | Yoo Hyun          | Lee Rae-jun         |                |                 |
| Tokushima Vortis  | Diego             | Jordy Buijs        | Sisi               | Chakkit Laptrakul | Zabikhillo Urinboev |                |                 |
| Tokyo Verdy       | Jaílton Paraíba   | Klebinho           | Leandro            | Walmerson         | Ri Yong-jik         | Nemanja Kojić  | Kang Soo-il     |
| V-Varen Nagasaki  | Caio César        | Víctor Ibarbo      | Lee Jong-ho        | Lee Sang-min      |                     |                |                 |
| Ventforet Kofu    | Allano            | Dudú               | Éder Lima          | Peter Utaka       |                     |                |                 |
| Yokohama FC       | Leandro Domingues | Calvin Jong-a-Pin  | Ibba Laajab        |                   |                     |                |                 |
| Zweigen Kanazawa  | Allan             | Giovanni Clunie    |                    |                   |                     |                |                 |
| FC Ryūkyū         | Ramon             | Danny Carvajal     | Kim Song-sun       |                   |                     |                |                 |
| Kagoshima United  | Lucão             | Nildo              | Han Yong-thae      | Ahn Joon-soo      |                     |                |                 |

## Artilharia
| Rank | Player          | Club             | Goals |
| ---- | --------------- | ---------------- | ----- |
| 1    | Leonardo        | Albirex Niigata  | 28    |
| 2    | Michael Olunga  | Kashiwa Reysol   | 27    |
| 3    | Hiroto Goya     | V-Varen Nagasaki | 22    |
| 4    | Peter Utaka     | Ventforet Kofu   | 20    |
| 5    | Cristiano       | Kashiwa Reysol   | 19    |
| 6    | Ibba            | Yokohama FC      | 18    |
| 6    | Lee Yong-jae    | Fagiano Okayama  | 18    |
| 8    | Kléber          | JEF United       | 17    |
| 8    | Kazunari Ichimi | Kyoto Sanga      | 17    |
| 10   | Junki Koike     | Tokyo Verdy      | 16    |
| 11   | Koji Suzuki     | FC Ryūkyū        | 15    |
| 11   | Hayato Nakama   | Fagiano Okayama  | 15    |